# Dangereuses Fréquentations au Zebra Lounge
Pour plus de détails, voir Fiche technique et Distribution.
Dangereuses Fréquentations au Zebra Lounge (Zebra Lounge) est un téléfilm canadien réalisé par Kari Skogland, diffusé en 2001.

## Fiche technique
- Titre original : Zebra Lounge
- Titre français : Dangereuses Fréquentations au Zebra Lounge
- Réalisation : Kari Skogland
- Scénario : Claire Montgomery et Monte Montgomery
- Photographie : Barry Parrell
- Musique : John McCarthy
- Production : Paco Alvarez, Lewis Chesler, Marc Forby, David Perlmutter, Patrice Theroux et Dan Witt
- Pays d'origine : Canada
- Format : Couleurs
- Genre : thriller
- Durée : 93 minutes
- Date de diffusion : 2001

## Distribution
- Kristy Swanson : Louise Bauer
- Stephen Baldwin : Jack Bauer
- Brandy Ledford : Wendy Barnet
- Cameron Daddo : Alan Barnet
- Dara Perlmutter : Brooke Barnet
- Daniel Magder : Daniel Barnet
- Vince Corazza : Neil Bradley
- Brian Paul : Adam Frazier
- Joan Gregson : Grand-mère Margaret